# 可可軸胎䲁
可可軸胎䲁（學名：Axoclinus cocoensis），為條鰭魚綱䲁形目三鰭䲁科軸胎䲁屬的一個種，分布於中太平洋東部科科島海域，為特有種，深度7至8公尺，本魚體短小強壯，頭大，鼻孔及眼上各有1對觸鬚，上顎兩側沒有牙齒，三個背鰭，背鰭硬棘16枚、背鰭軟條9枚、臀鰭硬棘2枚、臀鰭軟條18枚，側線自鰓蓋上緣向側軸中部逐漸下降，有21-26片管狀鱗，其後有8-12片缺刻鱗，頭部、胸部、腹部、胸鰭基部無鱗，雌魚體灰色，頭上有橙色線條，身上有3根不規則的橙色條紋；雄魚頭部紅色，側面有3條寬的深褐色條紋，條紋之間有狹窄的白色間隙，尾巴根部周圍有一條黑帶，尾鰭通常為黑色，基部呈淺色，體長可達3.5公分，棲息在水淺的礁石區，雌魚產附著性卵在藻類築的巢，雄魚會守護卵，幼魚為浮游性，雜食性，主要以藻類及小型之無脊椎動物為食，生活習性不明。